# James Pike (Politiker)

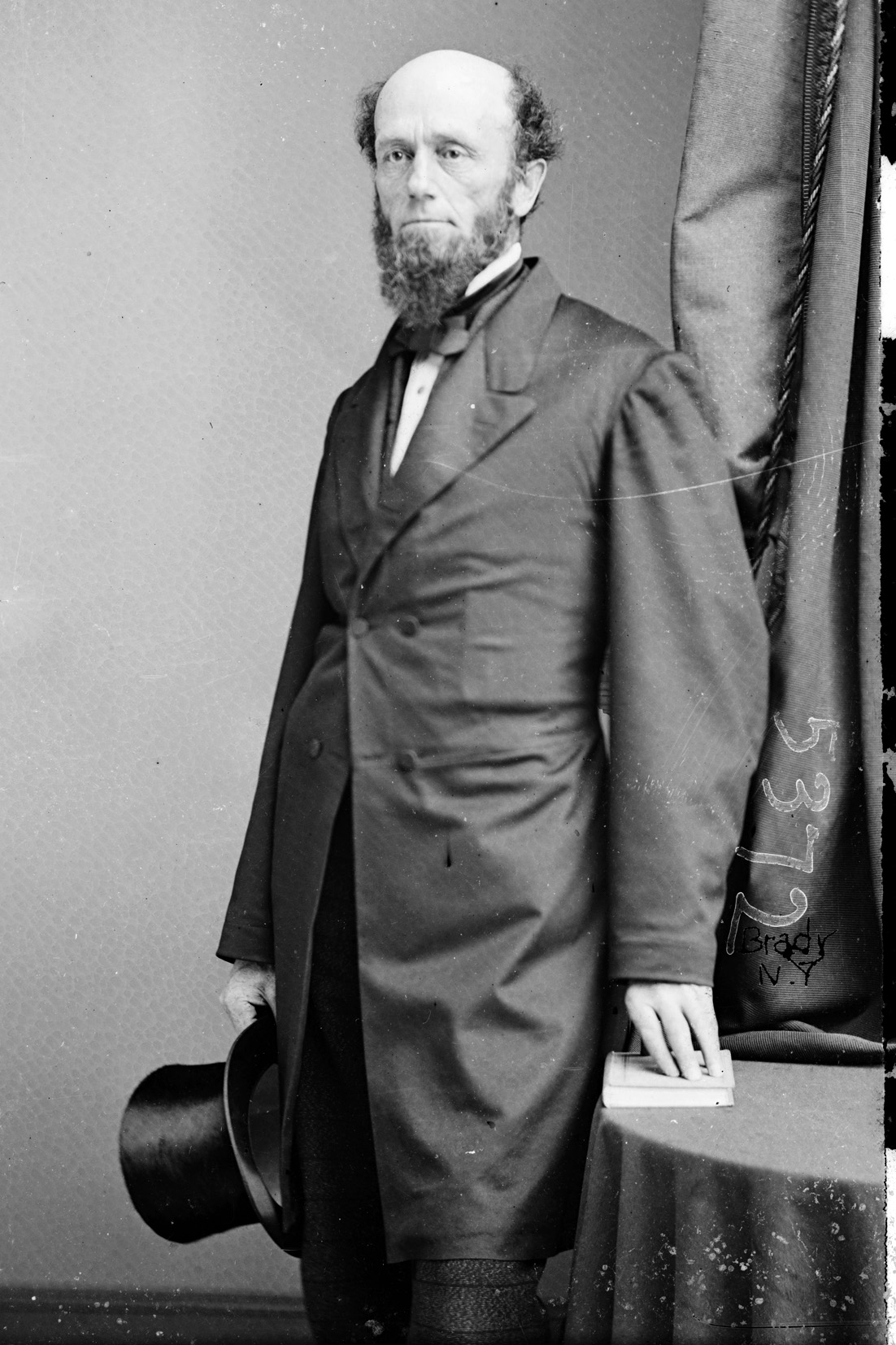
James Pike

James Pike (* 10. November 1818 in Salisbury, Essex County, Massachusetts; † 26. Juli 1895 in Newfields, New Hampshire) war ein US-amerikanischer Politiker. Zwischen 1855 und 1859 vertrat er den Bundesstaat New Hampshire im US-Repräsentantenhaus.

## Werdegang
Nach einer guten Schulausbildung studierte James Pike zwischen 1837 und 1839 an der Wesleyan University in Connecticut Theologie. Zwischen 1841 und 1854 war er als Geistlicher tätig. Im Jahr 1854 zog er nach Pembroke in New Hampshire. Dort begann er auch eine politische Laufbahn.
Pike war zunächst Mitglied der American Party und wurde 1854 als deren Kandidat im ersten Distrikt von New Hampshire in das US-Repräsentantenhaus in Washington, D.C. gewählt. Dort trat er am 4. März 1855 die Nachfolge von George W. Kittredge an. Bis zu den nächsten Wahlen im Jahr 1856 wechselte Pike zur im Jahr 1854 gegründeten Republikanischen Partei. Für diese wurde er im Jahr 1856 erneut in den Kongress gewählt. Damit konnte er dort bis zum 3. März 1859 zwei zusammenhängende Legislaturperioden absolvieren, die von den heftigen Diskussionen im Vorfeld des Bürgerkrieges überschattet waren. In dieser Zeit wurden die Staaten Minnesota und Oregon in die Union aufgenommen.
Im Jahr 1858 verzichtete Pike auf eine weitere Kandidatur für den Kongress. Während des Bürgerkrieges war er in den Jahren 1862 und 1863 Oberst eines Infanterieregiments aus New Hampshire. Im Jahr 1871 kandidierte Pike erfolglos für das Amt des Gouverneurs von New Hampshire. Danach ist er politisch nicht mehr in Erscheinung getreten; er blieb aber weiterhin als Prediger aktiv und wurde Kirchenältester im Bezirk von Dover. Im Jahr 1886 zog er sich auch aus diesem Bereich in den Ruhestand zurück.